# Hylomyscus alleni
Hylomyscus alleni  (Waterhouse, 1837) è un roditore della famiglia dei Muridi diffuso nell'Africa occidentale e centrale.

## Descrizione

### Dimensioni
Roditore di piccole dimensioni, con la lunghezza della testa e del corpo tra 67 e 96 mm, la lunghezza della coda tra 101 e 152 mm, la lunghezza del piede tra 15,1 e 19,9 mm, la lunghezza delle orecchie tra 10,3 e 17,3 mm e un peso di 30 g.

### Aspetto
Le parti superiori sono nero-brunastre, mentre le parti ventrali sono grigie. Il dorso delle zampe è ricoperto di piccoli peli nerastri, mentre le dita sono bianche. Le orecchie sono relativamente piccole e ricoperte finemente di piccoli peli. La coda è più lunga della testa e del corpo e cosparsa di piccoli peli. Le femmine hanno un paio di mammelle pettorali, un paio post-ascellari e 2 paia inguinali. Il numero cromosomico è 2n=46.

## Biologia

### Comportamento
È una specie arboricola e notturna.

## Distribuzione e habitat
Questa specie è diffusa nell'Africa occidentale e centrale.
Vive nelle foreste decidue secche e umide fino a 1.500 metri di altitudine.

## Tassonomia
Sono state riconosciute 3 sottospecie:
- H.a.alleni: Isola di Bioko;
- H.a.canus (Sanderson, 1940): Camerun centrale e meridionale, Repubblica Centrafricana sud-occidentale, Rio Muni, Gabon, Congo e nell'enclave angolana di Cabinda;
- H.a.simus (Allen & Coolidge, 1930): Sierra Leone, Liberia, Guinea e Costa d'Avorio meridionali; Ghana, Togo e Benin;

## Conservazione
La lista rossa IUCN, considerato il vasto areale e la popolazione numerosa, classifica H.alleni come specie a rischio minimo (Least Concern).